# Alan Menken
Alan Menken (født 22. juli 1949) er en amerikansk pianist og komponist af filmmusik og musicaler.
Menken er bedst kendt for sine talrige musikstykker til film produceret af Walt Disney Animation Studios, som filmene Den lille havfrue (1989), Skønheden og udyret (1991), Aladdin (1992) og Pocahontas (1995), hver af disse skaffede ham to Oscarpriser. Han har også komponeret filmmusik til Klokkeren fra Notre Dame (1996), Herkules (1997), Fortryllet og To på flugt - Et hårrejsende eventyr (Tangled). Menken har samarbejdet ved flere anledninger med lyrikere som Howard Ashman, Tim Rice og Stephen Schwartz. Han har i alt vundet otte Oscars, mere end nogen anden, og er i alt blevet nomineret til en Oscar hele 18 gange.
Han har også skrevet musikken til musicalen Little Shop of Horrors.

## Filmografi
- Den lille havfrue (1989)
- Skønheden og udyret (1991)
- Aladdin (1992)
- Pocahontas (1995)
- Klokkeren fra Notre Dame (1996)
- Herkules (1997)
- Hjerternes tid (2004)
- De Frygtløse: The Muuhvie (2004)
- Mand! - Sikken et hundeliv (2006)
- Fortryllet (2007)
- To på flugt - Et hårrejsende eventyr (2010)
- Lille spejl på væggen der - eventyret om Snehvide (2012)
- Skønheden og udyret (2017)
- Aladdin (2019)